# Ostwind – Aufbruch nach Ora
Ostwind – Aufbruch nach Ora ist ein deutscher Spielfilm aus dem Jahr 2017 von Katja von Garnier. Der Film ist die Fortsetzung des Films Ostwind aus dem Jahr 2013 und Ostwind 2 aus dem Jahr 2015. Als Vorlage dient der gleichnamige Roman von Kristina Magdalena Henn und Lea Schmidbauer. Der Kinostart war am 27. Juli 2017.

## Handlung
Aus Kaltenbach ist mittlerweile ein Therapiezentrum geworden und Mika kümmert sich um Problempferde und deren Besitzer. Mika findet an Ostwind ein Brandzeichen und mit Milans Hilfe findet sie auch heraus, wo Ostwind herkommt. In einer Nacht-und-Nebel-Aktion verlässt Mika Kaltenbach und macht sich auf dem Weg nach Andalusien, um dort Ora, den Ort aus dem Ostwind stammt, zu finden. Nach einer langen Reise findet sie die Orarange und die Besitzer halten sie anfangs für ihre neue Aushilfe Sonja. Neben der Range, die von Pedro und seiner Tochter Sam geführt wird, trifft Mika auch auf Pedros Schwester Tara. Tara kümmert sich um eine Herde Wildpferde, von denen Pedro hin und wieder einige Hengste einfängt und verkauft, damit die Pferde sich nicht zu sehr vermehren. Ostwind ist auch so ein eingefangener Hengst. Pedro und Tara sind aufgrund ihrer unterschiedlichen Auffassungen zum Thema Umgang mit Pferden zerstritten. Pedro ist in finanziellen Nöten und hat die Oraquelle, eine Wasserquelle für die Wildpferde, an die Stadt zurückverkauft, in der Annahme, dass die Pferde die Quelle weiterhin nutzen können. Doch die Stadt möchte das Wasser fördern und verkaufen. Bald taucht auch Fanny auf der Orarange auf und wird ebenfalls fälschlicherweise für Sonja gehalten, etwas später erscheint auch Sam aus Kaltenbach. Dann überlegen Mika, Fanny und die beiden Sams, wie sie die Oraquelle retten können. Fanny findet heraus, dass man kulturelle Ereignisse und den Ort, an dem diese stattfinden, unter Schutz stellen lassen kann. Da fällt Mika das legendäre Rennen von Ora ein und die vier beschließen dieses wiederzubeleben. Schließlich wird Werbung gemacht, Tickets verkauft und es kommen gerade genug Menschen, sodass der Schutz wirksam wird und die Quelle nicht bewirtschaftet werden darf. Das Rennen von Ora findet statt und auch Ostwind nimmt dran teil, allerdings ohne Mika, denn die findet, dass dieses Rennen seins ist und dass er dieses alleine bestreiten soll. Schließlich gewinnt Ostwind das Rennen und Pedro und Tara vertragen sich wieder. Dann wird es für Mika und die anderen wieder Zeit, nach Kaltenbach zurückzukehren. Nachdem Fanny und Sam schon vorgefahren sind, verabschiedet sich Mika von Pedro und Sam und schließlich auch von Tara. Bei Tara entscheidet sich Mika dann schweren Herzens dazu, Ostwind freizulassen und ihn in seiner Herde, seinem zu Hause leben zu lassen. Zurück auf Kaltenbach erscheint Mika also ohne Ostwind und kurz nachdem dieser Vater geworden ist, denn 34 hat ein gemeinsames Fohlen auf die Welt gebracht. Das Fohlen ist sehr schwach und Mika hilft es aufzupäppeln. Schließlich taufen sie und Milan das Fohlen auf den Namen Ora.

## Hintergrund
Die Dreharbeiten fanden in Deutschland und Spanien statt, unter anderem im November 2016 auf dem Hauptmotiv Gut Waitzrodt (Gut Kaltenbach), Hauptgestüt Altefeld bei Herleshausen in Nordhessen und der Hacienda Buena Suerte von Kenzie Dysli in Andalusien.
Die Deutsche Film- und Medienbewertung FBW in Wiesbaden verlieh dem Film das Prädikat besonders wertvoll.

## Filmmusik
Zum Film ist eine CD mit dem gleichnamigen Titel ('Ostwind – Aufbruch nach Ora') mit dem Soundtrack erschienen.

## Fortsetzung
2019 kam eine weitere Fortsetzung der Reihe mit dem Titel Ostwind – Aris Ankunft in die Kinos. Der Film basiert auf dem gleichnamigen Roman von Ostwind-Autorin Lea Schmidbauer. Regie führte diesmal Theresa von Eltz.